# Allô Dix-Huit
Allô Dix-Huit est le bimestriel de la brigade de sapeurs-pompiers de Paris (BSPP). 
Tout à la fois organe de communication et d'information interne et instrument de diffusion des nouvelles normes techniques, il est le lien entre tous les membres de la brigade et les anciens.
Il permet, d'une part, de retracer le déroulement de certaines interventions du mois écoulé, et d'autre part de porter à la connaissance de tous les différents changements, notamment dans le matériel et les gestes, sans toutefois avoir valeur de règlement.
Une version numérique est complémentaire de la version imprimée. Elle propose notamment des vidéos et des contenus interactifs supplémentaires ainsi que des articles inédits. 